# Todd Bridges
Todd Anthony Bridges (São Francisco, 27 de maio de 1965) é um ator e comediante estadunidense. Ele é conhecido por seu papel como Willis Jackson em Arnold (1978 - 1986) e, mais posteriormente, por interpretar Monk em Todo Mundo Odeia o Chris (2007 - 2009).

## Biografia
Todd Anthony Bridges,nascido em São Francisco, em 27 de maio de 1965. Foi um ator mirim e primeiro negro a se tornar reoccuring regular na série “The Waltors” e “Little House on the Prairie” (1974), grande sucesso da época, a partir daí começou a ser convidado para trabalhar em séries de Tv, até chegar na série Diff’rent Strokes (no Brasil, Minha Família é uma Bagunça na Nickelodeon e Arnold no SBT), marcando época com um novo conceito de elenco misto. Atuou em seriados como “The Love Boat” (1977), Fatos da Vida, “Olá Larry (1979), Batalha das Estrelas Rede VI (1979), entre outras.
Após a série Arnold, passou por diversos problemas, chegando a se envolver com drogas e teve problemas com as autoridades, o que interrompeu sua carreira e vida por quase dez anos. Há nove anos sóbrio, hoje é ator, diretor e produtor, criou sua própria produtora Little Bridge Productions, em parceria com seu irmão James Jr. Tem viajado pelos Estados Unidos falando com crianças em escolas e igrejas de alerta aos perigos do uso de drogas, pressão negativa. O ator recencetemente fez parte do seriado Todo mundo odeia o Chris no papel de Monk.

## Filmografia
- Este é o Meu Garoto (2012)
- Turning Point (2012)
- I Got Five On It Too (2009)
- See Dick Run (2009)
- The Jerk Theory (2009) (Filme)
- The Smoking Gun Presents: World's Dumbest... (2008) (TV)
- Decision House (2007) (TV)
- Everybody Hates Chris (2007-2009) (TV)
- Big Ball'n (2007) (Filme)
- Death Row (2006)
- Punk'd (2005) (TV)
- Issues (2004)
- Land of the Free? (2004)
- Dickie Roberts: Former Child Star (2003)
- May Day (2003) (V)
- Pauly Shore Is Dead (2003)
- Black Ball (2003)
- The Young and the Restless (2002) Série
- The pomba (2002)
- Welcome to America (2002)
- Inhumanity (2001) (V)
- Dumb Luck (2001)
- The Darkling (2000) (TV)
- After Diff'rent Strokes: When the Laughter Stopped (2000) (TV)
- Flat Out (1998)
- The Waterfront (1998)
- Busted (1996)
- She's Out of Control (1989)
- High School U.S.A. (1983)
- Diff'rent Strokes (Arnold) (1978-1986) Willy Série
- The Facts of Life (1979 & 1981) (TV)
- Fish (1977–1978) Série
- Little House on the Prairie (1977) (TV)
- The Waltons (1977 & 1978) (TV)
- A Killing Affair (1977) (TV)
- Roots (1977) (mini) Série
- Barney Miller (1975) (TV)
- Katherine (1975) (TV)